# Tommy Andersson (fotbollsspelare)
Bo Tommy Christer Andersson, född 3 februari 1950, är en svensk före detta fotbollsspelare.

## Karriär
Andersson spelade som ung för Lunds SK. 1968 gick han till Malmö FF, där det blev ett år i juniorlaget innan han blev uppflyttad till A-laget. Under sin tid i Malmö FF var han med om att vinna Allsvenskan fem gånger. 1981 gick han till Lunds BK, där det blev fyra säsonger.

## Meriter
Malmö FF
- Allsvenskan: 1970, 1971, 1974, 1975, 1977

## Karriärstatistik
| Klubb              | Säsong             | Liga               | Liga    | Liga | Ref    |
| Klubb              | Säsong             | Division           | Matcher | Mål  | Ref    |
| ------------------ | ------------------ | ------------------ | ------- | ---- | ------ |
| Malmö FF           | 1969               | Allsvenskan        | 4       | 1    | [ 3 ]  |
| Malmö FF           | 1970               | Allsvenskan        | 13      | 1    | [ 4 ]  |
| Malmö FF           | 1971               | Allsvenskan        | 13      | 0    | [ 5 ]  |
| Malmö FF           | 1972               | Allsvenskan        | 3       | 0    | [ 6 ]  |
| Malmö FF           | 1973               | Allsvenskan        | 24      | 3    | [ 7 ]  |
| Malmö FF           | 1974               | Allsvenskan        | 7       | 0    | [ 8 ]  |
| Malmö FF           | 1975               | Allsvenskan        | 7       | 2    | [ 9 ]  |
| Malmö FF           | 1976               | Allsvenskan        | 6       | 2    | [ 10 ] |
| Malmö FF           | 1977               | Allsvenskan        | 18      | 8    | [ 11 ] |
| Malmö FF           | 1978               | Allsvenskan        | 11      | 6    | [ 12 ] |
| Malmö FF           | 1979               | Allsvenskan        | 19      | 5    | [ 13 ] |
| Totalt i karriären | Totalt i karriären | Totalt i karriären | 125     | 28   |        |